# Phoenicoprocta albigutta
Phoenicoprocta albigutta là một loài bướm đêm thuộc phân họ Arctiinae, họ Erebidae.